# Ferahşad Hatun
Ferahşad Hatun (1460 – 1530), známá také jako Muhterem Khatun, byla sedmá manželka osmanského sultána Bajezida II. a matkou prince Mehmeda.

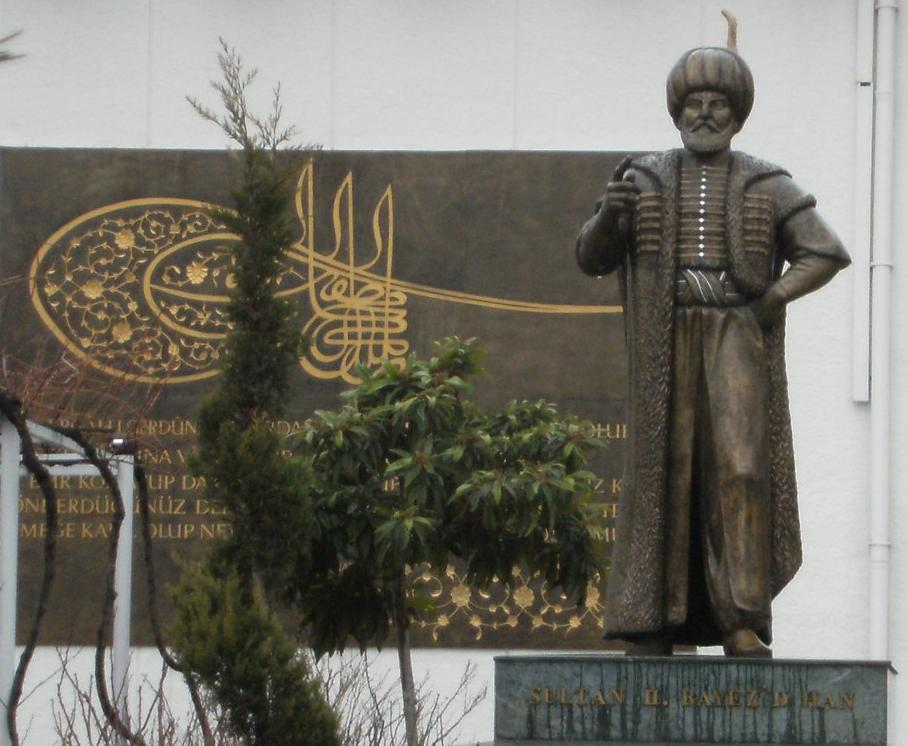
Památník Farāh-Şâd Khātûn

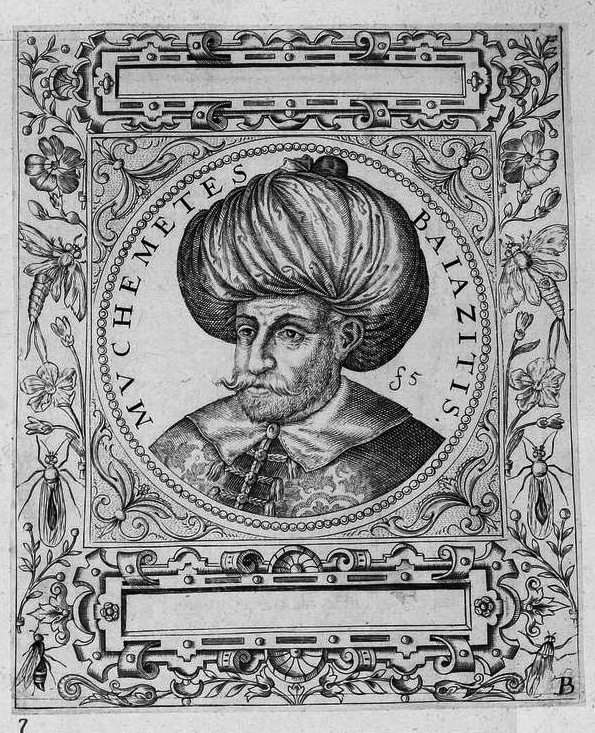
Şehzade Mehmed, syn Farāh-Şâd Khātûn a sultána Bajezida II.

## Život
Ferahşad Hatun se narodila v roce 1460 sandžak-bejovi Mehmedovi. Když byl sultán Bajezid ještě princem (şehzade), byl guvernérem Amasye. Zde s Ferahşad zplodil jejich jediné společné dítě, prince Mehmeda (*1476).
Když sultán Mehmed II. v roce 1481 zemřel, Bajezid i ona se odstěhovali do Konstantinopole, hlavního města Osmanské říše. 
Princ Mehmed byl poslán do provincie Kefe a Ferahşad odešla s ním. Byl jediným synem Bajezida, který byl poslán do Kefe. Matky princů byly posílány společně s princi a vedly jejich harémy. 
V roce 1504 vybral Bajezid Mehmedovi za manželku krymskou princeznu Ayeshu Bagum, dceru Mangliho I Giraye. V roce 1511, byla Ayesha poslána do harému jeho bratra, budoucího sultána Selima I. Ten byl v té době guvernérem Amasye.
Po smrti jejího syna v roce 1507 odešla do Istanbulu společně se svými sestrami a vnučkami, kde žila v míru s ostatními konkubínami až do své smrti v roce 1530. Je známá především založením nadace pro chudé v Silivri v Istanbulu.